# Коктас (Аксуська міська адміністрація)
Кокта́с (каз. Көктас) — село у складі Аксуської міської адміністрації Павлодарської області Казахстану. Входить до складу сільського округу Канаша Камзіна.
Населення — 178 осіб (2021; 35 у 2009, 266 у 1999, 253 у 1989).
Національний склад станом на 1989 рік:
- казахи — 100 %